# Duncan James
Duncan Matthew James Inglis (* 7. April 1978 in Salisbury, Wiltshire, England) ist ein britischer Sänger, der als Mitglied der Band Blue bekannt wurde.

## Kindheit
Duncan wuchs in Dorset, England auf. Er verbrachte die meiste Zeit seiner Kindheit bei seinen Großeltern. Sein Vater Simon Roscoe trennte sich noch vor Duncans Geburt von seiner Mutter. Dieser lebte daraufhin eine Zeit lang mit seiner neuen Frau in Deutschland und bekam mit ihr zwei Kinder. Duncans Karriere begann mit A Midsummer Night’s Dream als er 15 Jahre alt war, er spielte die Rolle des „Puck“ im Schultheater. Weiter spielte er dort auch Dr. Watson in Sherlock Holmes. Seine Mutter Fiona Inglis hat 2004 eine Biografie über ihr Leben und Duncans Kindheit bis zu seiner Karriere mit Blue geschrieben. Das Buch heißt „Just the Two of Us“ und ist bisher nur im englischen Handel erhältlich.

## Blue
Antony Costa und Duncan James kannten sich von jeher. Beide lernten bei einem Casting Lee Ryan kennen. Sie vermuteten, er würde ausgewählt werden, was sich als Irrtum entpuppte. Niemand der drei Männer wurde sofort in die Band aufgenommen. Duncan und Antony entschieden daraufhin, selbst eine Band zu gründen. Auch Lee sollte zur Besetzung stoßen, was dieser seinem Mitbewohner Simon Webbe erzählte. Simon hatte gerade seinen Traum, Profifußballer zu werden, aufgrund einer Knieverletzung aufgegeben. Antony und Duncan fanden einen Manager, der sie am 28. Februar 2001 unter Vertrag nahm.
Blues, R&B und Pop ermöglichte der Gruppe kommerziellen Erfolg in England und vielen anderen Ländern zu erreichen, unter anderem in Italien, Australien, Deutschland, Neuseeland und der Schweiz. Seit Mai 2001, als die Gruppe ihre erste Single All Rise herausgab, bis 2004, als sie die letzte für die Hitparade qualifizierte Single Curtain Falls veröffentlichten, hatten Blue elf Top-10-Singles in England.

## Solokarriere
Im Oktober 2004 arbeitete Duncan zusammen mit Keedie und veröffentlichte die Single I Believe My Heart, welche in der englischen Hitparade den zweiten Platz erreichte. Sein erstes Lied als Solokünstler heißt Sooner or Later und erschien am 2. Juni 2006, am 30. Juni 2006 folgte Future Past, sein erstes Soloalbum. Duncans zweite Single trägt den Namen Can’t Stop a River.
Duncan hat gelegentlich als Fernsehmoderator gearbeitet, er präsentierte Party in the Park in London in den Jahren 2003 und 2004 und moderierte auch einige weitere kleine Sendungen in England. Er stellte sich des Weiteren für eine Kampagne der Firma Burton als Model zur Verfügung.
Im Februar 2007 schrieb Duncan James auf seiner Homepage an seine Fans, dass er sich aus dem Musikgeschäft zurückziehe. Er habe sich schon seit längerem mehr zur Schauspielerei hingezogen
gefühlt als zum Gesang. Nun versucht er, als Schauspieler erfolgreicher zu werden. 2007 nahm er an der zweiten Staffel von Dancing on Ice teil.
Duncan wirkte in London im Musical Legally Blonde mit, das auf dem Roman Natürlich blond und dem gleichnamigen Film basiert. Er spielt dort Warner, den Freund bzw. Exfreund der Hauptfigur Elle, der sich am Anfang der Geschichte von ihr trennt. Elle versucht daraufhin verzweifelt, ihn zurückzugewinnen. Nach eigenen Angaben während eines Fernseh-Interviews im britischen Fernsehen wird er in dieser Rolle noch bis zu seinem Vertragsende im Juni 2010 zu sehen sein. Seit Anfang des Jahres 2016 ist er in der Seifenoper Hollyoaks in der Rolle des Polizisten Ryan Knight zu sehen.

## Privatleben
Am 26. Februar 2005 kam sein erstes Kind zur Welt, von dessen Mutter er getrennt lebt.
James erklärte gegenüber News of the World, dass er bei der Wahl seiner Sexualpartner nicht auf deren Geschlecht achtet. „Ich bin bisexuell“, so der katholisch erzogene Sänger der Boyband Blue. „Ich war in Beziehungen sowohl mit Männern als auch mit Frauen und schäme mich deswegen nicht. Auch wenn ich auf Männer stehe, stehe ich aber weiterhin auf Frauen.“ Seit 2012 steht er offen zu seiner Homosexualität.
Am 12. September 2013 hat er seine Privatinsolvenz angemeldet.

## Diskografie

### Alben
- 2006: Future Past

### Singles
- 2004: I Believe My Heart (mit Keedie)
- 2006: Sooner or Later
- 2006: Can’t Stop a River
- 2006: Amazed